# 竹腰美代子

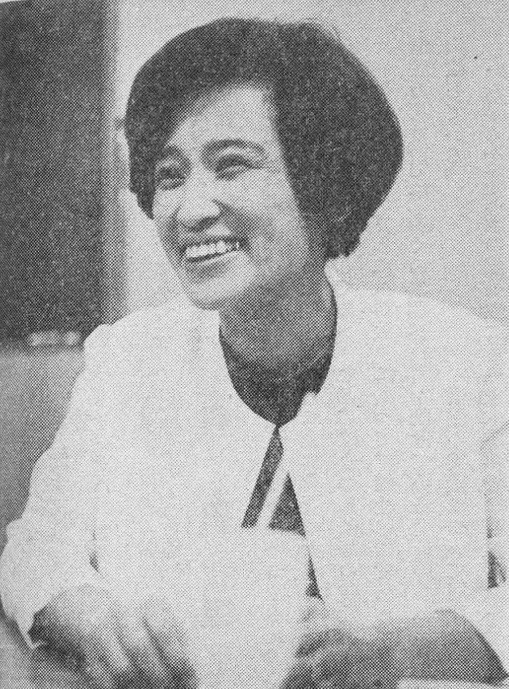
竹腰美代子（1967年）

竹腰 美代子（たけこし みよこ、1930年10月5日 - 2001年3月1日）は、日本の美容体操研究家。日本のテレビ体操の草分けとして広く知られている。香淳皇后の体操の先生としても著名。

## 人物
神奈川県逗子市出身。神奈川県立第一高等女学校（現在の神奈川県立横浜平沼高等学校）卒業。岸恵子と草笛光子は高校の同窓生である。その後お茶の水女子大学体育学科に進み、卒業後、高校の体育教師となる。
1954年4月16日から日本放送協会で放映された『美容体操』の専属講師に就任。1958年から香淳皇后に美容体操を教えた。
著書に「いつもお陽さま家族」などがある。
1966年、クレイジーキャッツの安田伸と結婚した。
1967年4月に行われた東京都知事選挙では、美濃部亮吉の推薦人に名を連ねた。1979年4月に行われた東京都知事選挙では、自民・公明・民社推薦の鈴木俊一の支援に回った。
夫の安田は肝臓癌を発症し闘病するなどの試練に見舞われたが、1996年に安田が死別するまで仲睦まじく添い遂げた。安田との死別から5年たった2001年、膵臓癌のため死去。享年70。

## 論文
- 竹腰美代子「テレビによる体操の指導--特集・社会体育」『体育の科学』第8巻第10号、杏林書院、1958年10月、425-427頁、NAID 40002269263。

## テレビ番組
- 世界一周!!ランニングクイズ（フジテレビ）
  - 毒蝮三太夫と共に司会を担当（最初で最後）。第1回目は夫の安田伸が出場した。
- ハロー!ピンキラ（テレビ東京）
- 笑待席（日本テレビ）
- 一枚の写真（フジテレビ）